# Les Ancizes-Comps
Pour les articles homonymes, voir Comps.
Les Ancizes-Comps [le.z‿ɑ̃siz kɔ̃ps] (Las Encisas en occitan) sont une commune française située dans le département du Puy-de-Dôme, en région Auvergne-Rhône-Alpes.

## Géographie

### Localisation
La commune est située dans les Combrailles et bordée par la Sioule.
Six communes sont limitrophes des Ancizes-Comps :
| Saint-Priest-des-Champs | Sauret-Besserve | Saint-Georges-de-Mons |
| Miremont                | Ancizes-Comps   |                       |
| Saint-Jacques-d'Ambur   |                 | Chapdes-Beaufort      |

### Climat
Pour des articles plus généraux, voir Climat d'Auvergne-Rhône-Alpes et Climat du Puy-de-Dôme.
En 2010, le climat de la commune est de type climat des marges montargnardes, selon une étude du Centre national de la recherche scientifique s'appuyant sur une série de données couvrant la période 1971-2000. En 2020, Météo-France publie une typologie des climats de la France métropolitaine dans laquelle la commune est exposée à un climat de montagne ou de marges de montagne et est dans la région climatique Ouest et nord-ouest du Massif Central, caractérisée par une pluviométrie annuelle de 900 à 1 500 mm, maximale en automne et en hiver.
Pour la période 1971-2000, la température annuelle moyenne est de 9,2 °C, avec une amplitude thermique annuelle de 15,4 °C. Le cumul annuel moyen de précipitations est de 931 mm, avec 11 jours de précipitations en janvier et 8,2 jours en juillet. Pour la période 1991-2020, la température moyenne annuelle observée sur la station météorologique de Météo-France la plus proche, « Saint-Gervais-d'Auvergne », sur la commune de Saint-Gervais-d'Auvergne à 12 km à vol d'oiseau, est de 9,8 °C et le cumul annuel moyen de précipitations est de 825,6 mm,. Pour l'avenir, les paramètres climatiques de la commune estimés pour 2050 selon différents scénarios d'émission de gaz à effet de serre sont consultables sur un site dédié publié par Météo-France en novembre 2022.

## Urbanisme

### Typologie
Au 1er janvier 2024, Les Ancizes-Comps sont catégorisées commune rurale à habitat dispersé, selon la nouvelle grille communale de densité à sept niveaux définie par l'Insee en 2022.
Elle appartient à l'unité urbaine de Saint-Georges-de-Mons, une agglomération intra-départementale regroupant deux  communes, dont elle est une commune de la banlieue,,. La commune est en outre hors attraction des villes,.

### Occupation des sols
L'occupation des sols de la commune, telle qu'elle ressort de la base de données européenne d’occupation biophysique des sols Corine Land Cover (CLC), est marquée par l'importance des forêts et milieux semi-naturels (49,3 % en 2018), une proportion sensiblement équivalente à celle de 1990 (49,8 %). La répartition détaillée en 2018 est la suivante : forêts (49,3 %), prairies (22,1 %), zones agricoles hétérogènes (13,3 %), zones urbanisées (7,6 %), eaux continentales (4,2 %), zones industrielles ou commerciales et réseaux de communication (3,4 %). L'évolution de l’occupation des sols de la commune et de ses infrastructures peut être observée sur les différentes représentations cartographiques du territoire : la carte de Cassini (XVIIIe siècle), la carte d'état-major (1820-1866) et les cartes ou photos aériennes de l'IGN pour la période actuelle (1950 à aujourd'hui).

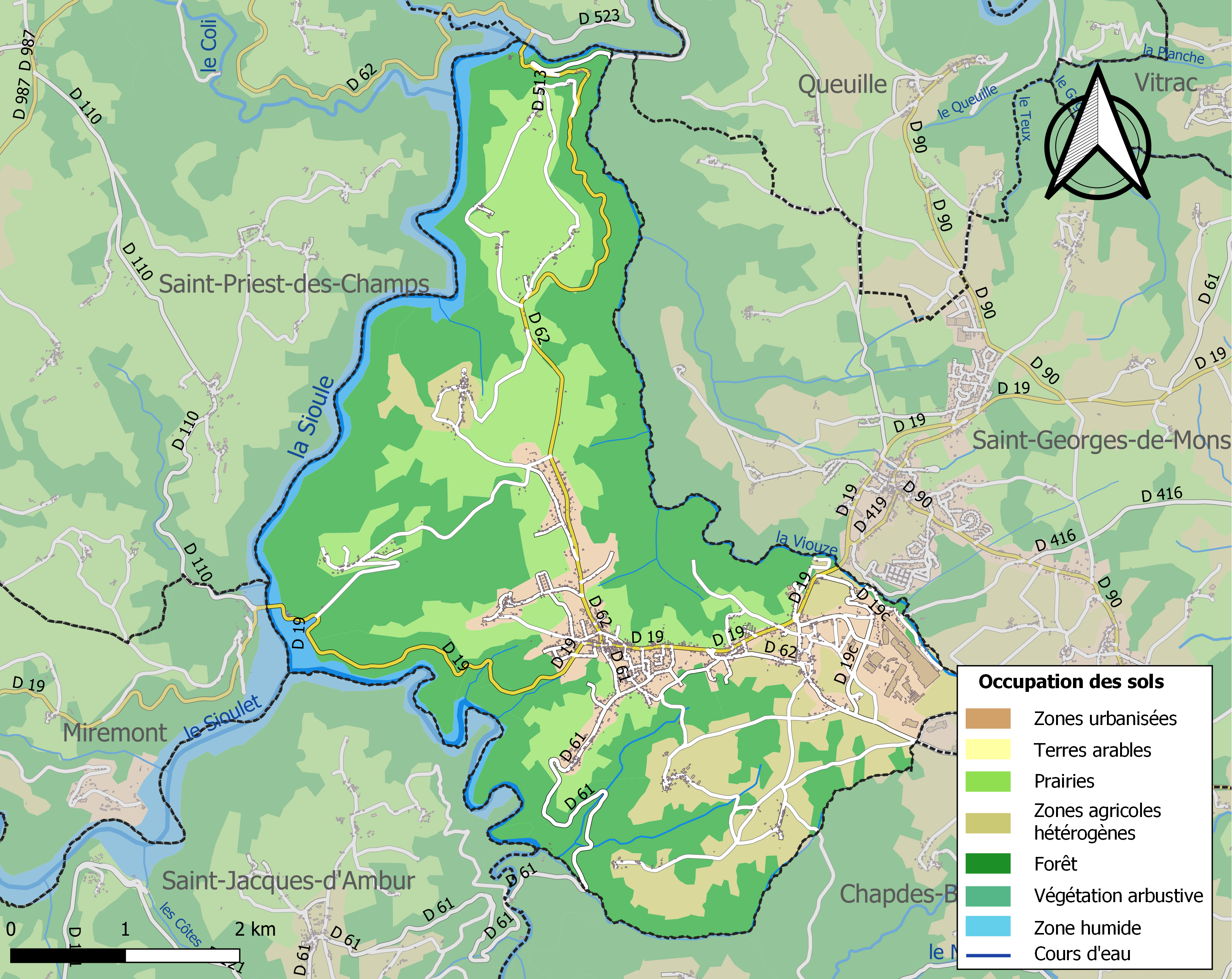
Carte des infrastructures et de l'occupation des sols de la commune en 2018 (CLC).

### Logement
En 2013, la commune comptait 958 logements, contre 919 en 2008. Parmi ces logements, 80,1 % étaient des résidences principales, 5,2 % des résidences secondaires et 14,7 % des logements vacants. Ces logements étaient pour 88,3 % d'entre eux des maisons individuelles et pour 11,2 % des appartements.
La proportion des résidences principales, propriétés de leurs occupants était de 74,7 %, en hausse par rapport à 2008 (69,5 %). La part de logements HLM loués vides était de 12,9 % (contre 8,3 %).

### Voies de communication et transports

#### Voies routières
Les Ancizes sont situées à 13 km de Manzat et à 17 km de Pontaumur.
L'accès à l'A89 est à 18 km en direction de Paris ou Lyon et à 21 km en direction de Tulle, par les échangeurs 27 ou 26.
La commune est traversée par plusieurs routes départementales :
- la D 19, reliant Pontaumur et Miremont à l'ouest-sud-ouest, Saint-Georges-de-Mons et Manzat au nord-est ;
- la D 19b, reliant la D 419 près de la voie ferrée à la D 19 via un site industriel ;
- la D 61, reliant Les Ancizes (chef-lieu, carrefour avec les D 19 et D 62) à Saint-Jacques-d'Ambur ;
- la D 62, reliant Saint-Priest-des-Champs au nord-ouest aux Ancizes (chef-lieu, carrefour avec les D 19 et D 61) et entre la D 19 et Chapdes-Beaufort ;
- la D 62b, liaison reliant la D 19 à la D 62 ;
- la D 419, liaison desservant la gare des Ancizes - Saint-Georges à la commune voisine de Saint-Georges-de-Mons.

#### Transport ferroviaire
Depuis le 9 décembre 2007, la ligne de Lapeyrouse à Volvic, reliant les gares de Clermont-Ferrand et de Montluçon-Ville par Volvic, est fermée pour « raison de sécurité ». La gare des Ancizes - Saint-Georges n'est donc plus desservie et la gare la plus proche est maintenant la gare du Vauriat située à 14 km. Des autocars TER Auvergne n'ont repris que partiellement l'itinéraire. Il n'est plus possible d'aller jusqu'à Montluçon-Ville mais quelques autocars relient Les Ancizes - Saint-Georges aux gares de Volvic et de Durtol-Nohanent ainsi qu'à Saint-Éloy-les-Mines.

### Risques naturels et technologiques
La commune est soumise à plusieurs risques :
- feu de forêt[14] : le risque concerne certaines vallées dont celles de la Sioule et de la Viouze[15] ;
- inondation[14] : le risque concerne le bassin de la Sioule[15] ;
- mouvements de terrain[14] ;
- phénomènes liés à l'atmosphère et météorologiques[14] ;
- séisme : la commune est en zone de sismicité faible (niveau 2)[14]. Une station du réseau pédagogique « Sismo à l'École » est installée dans le collège[16] ;
- rupture de barrage[14] ;
- risque industriel (aciéries Aubert et Duval[15]) ;
- transport de matières dangereuses[14] (routes départementales 19 et 62[15]).

## Histoire
Le chef-lieu de la commune fut transféré en 1885 du hameau de Comps à celui des Ancizes et son nouveau nom incorpora les noms de ces deux hameaux.

## Politique et administration

### Découpage territorial
La commune des Ancizes-Comps est membre de la communauté de communes Combrailles Sioule et Morge, un établissement public de coopération intercommunale (EPCI) à fiscalité propre créé le 1er janvier 2017 dont le siège est à Manzat. Ce dernier est par ailleurs membre d'autres groupements intercommunaux. Jusqu'en 2016, elle faisait partie de la communauté de communes Manzat communauté.
Sur le plan administratif, elle est rattachée à l'arrondissement de Riom, à la circonscription administrative de l'État du Puy-de-Dôme et à la région Auvergne-Rhône-Alpes. De 1793 à mars 2015, elle faisait partie du canton de Manzat.
Sur le plan électoral, elle dépend du canton de Saint-Georges-de-Mons pour l'élection des conseillers départementaux, depuis le redécoupage cantonal de 2014 entré en vigueur en 2015, et de la deuxième circonscription du Puy-de-Dôme pour les élections législatives, depuis le dernier découpage électoral de 2010 (sixième circonscription avant 2010).

### Élections municipales et communautaires

#### Élections de 2020
Le conseil municipal des Ancizes-Comps, commune de plus de 1 000 habitants, est élu au scrutin proportionnel de liste à deux tours (sans aucune modification possible de la liste), pour un mandat de six ans renouvelable. Compte tenu de la population communale, le nombre de sièges à pourvoir lors des élections municipales de 2020 est de 19. Les dix-neuf conseillers municipaux, issus d'une liste unique, sont élus au premier tour, le 15 mars 2020, avec un taux de participation de 43,71 %.
Quatre sièges sont attribués à la commune au sein du conseil communautaire de la communauté de communes Combrailles Sioule et Morge.

#### Chronologie des maires
| Période                                  | Période                         | Identité      | Étiquette | Qualité                                            |
| ---------------------------------------- | ------------------------------- | ------------- | --------- | -------------------------------------------------- |
| Les données manquantes sont à compléter. |                                 |               |           |                                                    |
| 1977                                     | 2001                            | André Neyrat  | PS        | Conseiller général du canton de Manzat (1979-2004) |
| mars 2001                                | mars 2014                       | Pascal Estier | FG        | Architecte                                         |
| mars 2014 (réélu en 2020)                | En cours (au 17 septembre 2021) | Didier Manuby | PS        | Collaborateur parlementaire                        |

### Jumelages
Les Ancizes-Comps et la commune voisine de Saint-Georges-de-Mons sont jumelées avec :
- Sinzing, commune de Bavière (sud de l'Allemagne), depuis le 4 juin 1995 (le serment de jumelage est signé par André Neyrat, maire de la commune à l'époque ; et l'acte est officiellement signé le jour de la Pentecôte de 1996)[AC 1] ;
- San Mateo de Gállego (Espagne) depuis juillet 2005[AC 2].

## Équipements et services publics

### Eau et déchets
La commune adhère au SICTOM de Pontaumur-Pontgibaud, assurant la collecte des déchets en porte-à-porte.
Une déchèterie est implantée dans la commune.

### Enseignement
La commune des Ancizes-Comps dépend de l'académie de Clermont-Ferrand.
Les élèves commencent leur scolarité à l'école maternelle, à l'école élémentaire puis au collège situé dans la commune et géré par le conseil départemental du Puy-de-Dôme.
Les lycéens se rendent à Riom, au lycée Virlogeux pour les filières générales et STMG, ou au lycée Pierre-Joël-Bonté pour les filières générales et STI2D.

### Équipements culturels
- École de musique (Union Musicale en Combrailles)[AC 7].
- Cinéma La Viouze[AC 8].

### Justice
Sur le plan judiciaire, Les Ancizes-Comps dépenentd de la cour d'appel de Riom, du tribunal de proximité de Riom et des tribunaux judiciaire et de commerce de Clermont-Ferrand.

## Population et société

### Démographie

#### Évolution démographique
Les habitants de la commune sont appelés les Ancizois et les Ancizoises.
L'évolution du nombre d'habitants est connue à travers les recensements de la population effectués dans la commune depuis 1793. Pour les communes de moins de 10 000 habitants, une enquête de recensement portant sur toute la population est réalisée tous les cinq ans, les populations de référence des années intermédiaires étant quant à elles estimées par interpolation ou extrapolation. Pour la commune, le premier recensement exhaustif entrant dans le cadre du nouveau dispositif a été réalisé en 2004.

En 2022, la commune comptait 1 714 habitants, en évolution de +9,31 % par rapport à 2016 (Puy-de-Dôme : +2,1 %, France hors Mayotte : +2,11 %).
| 1793 | 1800 | 1806 | 1821 | 1831 | 1836 | 1841 | 1846  | 1851 |
| ---- | ---- | ---- | ---- | ---- | ---- | ---- | ----- | ---- |
| 811  | 685  | 905  | 879  | 941  | 878  | 905  | 1 058 | 997  |

| 1856 | 1861 | 1866 | 1872 | 1876 | 1881 | 1886 | 1891 | 1896 |
| ---- | ---- | ---- | ---- | ---- | ---- | ---- | ---- | ---- |
| 883  | 822  | 851  | 885  | 849  | 824  | 858  | 897  | 924  |

| 1901 | 1906  | 1911 | 1921 | 1926 | 1931 | 1936  | 1946  | 1954  |
| ---- | ----- | ---- | ---- | ---- | ---- | ----- | ----- | ----- |
| 992  | 1 059 | 906  | 833  | 850  | 883  | 1 065 | 1 167 | 1 570 |

| 1962  | 1968  | 1975  | 1982  | 1990  | 1999  | 2004  | 2006  | 2009  |
| ----- | ----- | ----- | ----- | ----- | ----- | ----- | ----- | ----- |
| 1 776 | 1 900 | 1 983 | 1 985 | 1 910 | 1 821 | 1 817 | 1 812 | 1 755 |

| 2014  | 2019  | 2022  | - | - | - | - | - | - |
| ----- | ----- | ----- | - | - | - | - | - | - |
| 1 606 | 1 694 | 1 714 | - | - | - | - | - | - |

#### Pyramide des âges
En 2018, le taux de personnes d'un âge inférieur à 30 ans s'élève à 27,4 %, soit en dessous de la moyenne départementale (34,2 %). À l'inverse, le taux de personnes d'âge supérieur à 60 ans est de 33,9 % la même année, alors qu'il est de 27,9 % au niveau départemental.
En 2018, la commune comptait 813 hommes pour 839 femmes, soit un taux de 50,79 % de femmes, légèrement inférieur au taux départemental (51,59 %).
Les pyramides des âges de la commune et du département s'établissent comme suit.
| Hommes | Classe d’âge | Femmes |
| ------ | ------------ | ------ |
| 0,8    | 90 ou +      | 2,1    |
| 10,9   | 75-89 ans    | 14,2   |
| 20,3   | 60-74 ans    | 19,3   |
| 22,9   | 45-59 ans    | 22,0   |
| 16,1   | 30-44 ans    | 16,6   |
| 11,7   | 15-29 ans    | 11,6   |
| 17,3   | 0-14 ans     | 14,2   |

| Hommes | Classe d’âge | Femmes |
| ------ | ------------ | ------ |
| 0,7    | 90 ou +      | 2,1    |
| 7,4    | 75-89 ans    | 10,2   |
| 17,7   | 60-74 ans    | 18,6   |
| 20,2   | 45-59 ans    | 19,2   |
| 18,4   | 30-44 ans    | 17,4   |
| 18,6   | 15-29 ans    | 17,2   |
| 17     | 0-14 ans     | 15,3   |

### Sports et loisirs
- Club de football Union sportive Saint-Georges-les-Ancizes qui a évolué en CFA
- Club de rugby Club rugby Ancizes Comps qui a évolué en championnat de France Honneur de rugby à XV[33]

La commune possède également un stade municipal, en accès libre et gratuit, comprenant un terrain de basket-ball, un terrain de rugby, des courts de tennis. La piscine intercommunale est située sur la commune limitrophe de Saint-Georges-de-Mons.

## Économie

### Emploi
En 2013, la population âgée de quinze à soixante-quatre ans s'élevait à 1 000 personnes, parmi lesquelles on comptait 75,8 % d'actifs dont 68,5 % ayant un emploi et 7,3 % de chômeurs.
On comptait 2 056 emplois dans la zone d'emploi. Le nombre d'actifs ayant un emploi résidant dans la zone étant de 693, l'indicateur de concentration d'emploi est de 296,5 %, ce qui signifie que la commune offre environ trois emplois par habitant actif.
625 des 693 personnes âgées de quinze ans ou plus (soit 90,2 %) sont des salariés. 52,3 % des actifs travaillent dans la commune de résidence.

### Entreprises
Au 1er janvier 2015, la commune comptait 91 entreprises : neuf dans l'industrie, quinze dans la construction, quarante-deux dans le commerce, les transports, l'hébergement et la restauration, six dans les services aux entreprises et quinze dans les services aux particuliers.
En outre, elle comptait 99 établissements.

#### Industrie
L'usine sidérurgique d'Aubert et Duval est le principal employeur de la ville, confectionnant des aciers notamment pour l'aéronautique et employant 1400 personnes en 2020, et en 2025 l'entreprise annonce employer 1600 salariés sur le site. La création de cet établissement au début du XXe siècle tient à deux facteurs favorables : la production d'électricité par la Compagnie hydro-électrique d'Auvergne sur les cours d'eau environnants, et la construction d'une liaison ferroviaire de Lapeyrouse à Volvic grâce au viaduc des Fades, qui permettent d'acheminer facilement l'énergie et les matières premières nécessaires aux processus industriels.

#### Commerces et services
La commune compte de nombreux commerces et services, dont un point d'alimentation générale, une boucherie, deux boulangeries-pâtisseries, ainsi que deux supermarchés dont un Intermarché et un netto Netto.

### Tourisme
La commune compte trois hôtels-restaurants (dont deux Logis de France) et deux restaurants ainsi qu'un camping (Camping du Viaduc des Fades).

## Culture locale et patrimoine

### Lieux et monuments
- Le viaduc des Fades qui domine la Sioule de 132,50 m (le plus haut viaduc ferroviaire de France).
- L'église Notre-Dame de Comps, des XIe et XIIe siècles ; classée aux monuments historiques le 6 novembre 1961[36].
- La chartreuse de Port-Sainte-Marie, du XIIIe siècle, en partie sur la commune voisine de Chapdes-Beaufort ; la chartreuse est inscrite aux monuments historiques le 12 février 1996[37].